# William Anderson (hokeista)
William Hardling Anderson (ur. 1 kwietnia 1901 w Nantwich, zm. 23 lutego 1983 w Birkenhead) – brytyjski hokeista.

## Kariera sportowa
Anderson był członkiem brytyjskiej drużyny, która zdobyła brązowy medal podczas Zimowych Igrzysk Olimpijskich w 1924 roku. Występował na pozycji bramkarza.
Ukończył studia na University of Cambridge, Gonville and Caius College.